# Aponogeton appendiculatus
Aponogeton appendiculatus là một loài thực vật có hoa trong họ Aponogetonaceae. Loài này được H.Bruggen mô tả khoa học đầu tiên năm 1968.